# Esterházy István (1572–1596)
Esterházy István (1572. március 4. – Mezőkeresztes, 1596. október 26.) magyar nemes és katona.
Apja Esterházy Ferenc pozsonyi alispán, anyja Illésházy Zsófia. Tizenkét testvére volt, köztük Esterházy Miklós későbbi nádor, Esterházy Dániel és Esterházy Tamás.
Életéről keveset tudni. Harcolt a tizenöt éves háborúban. A török győzelemmel végződő, 1596. október 22-26. közötti mezőkeresztesi csatában halt meg. Holttestét nem találhatták meg, mert Merényi Lajos Esterházy Pál nádorról szóló munkájában így írtː „Dániel feljegyzi, hogy nem lehetett soha megtudni, ha rabszolgaságba hurczolták-e, vagy pediglen megölték.”